# فالی (بازیکن فوتبال زاده ۱۹۸۳)
فالی (انگلیسی: Fali؛ زادهٔ ۱۸ سپتامبر ۱۹۸۳) بازیکن فوتبال اهل اسپانیا است.
از باشگاه‌هایی که در آن بازی کرده‌است می‌توان به باشگاه فوتبال ایبار اشاره کرد.